# Frankenburger Würfelspiel

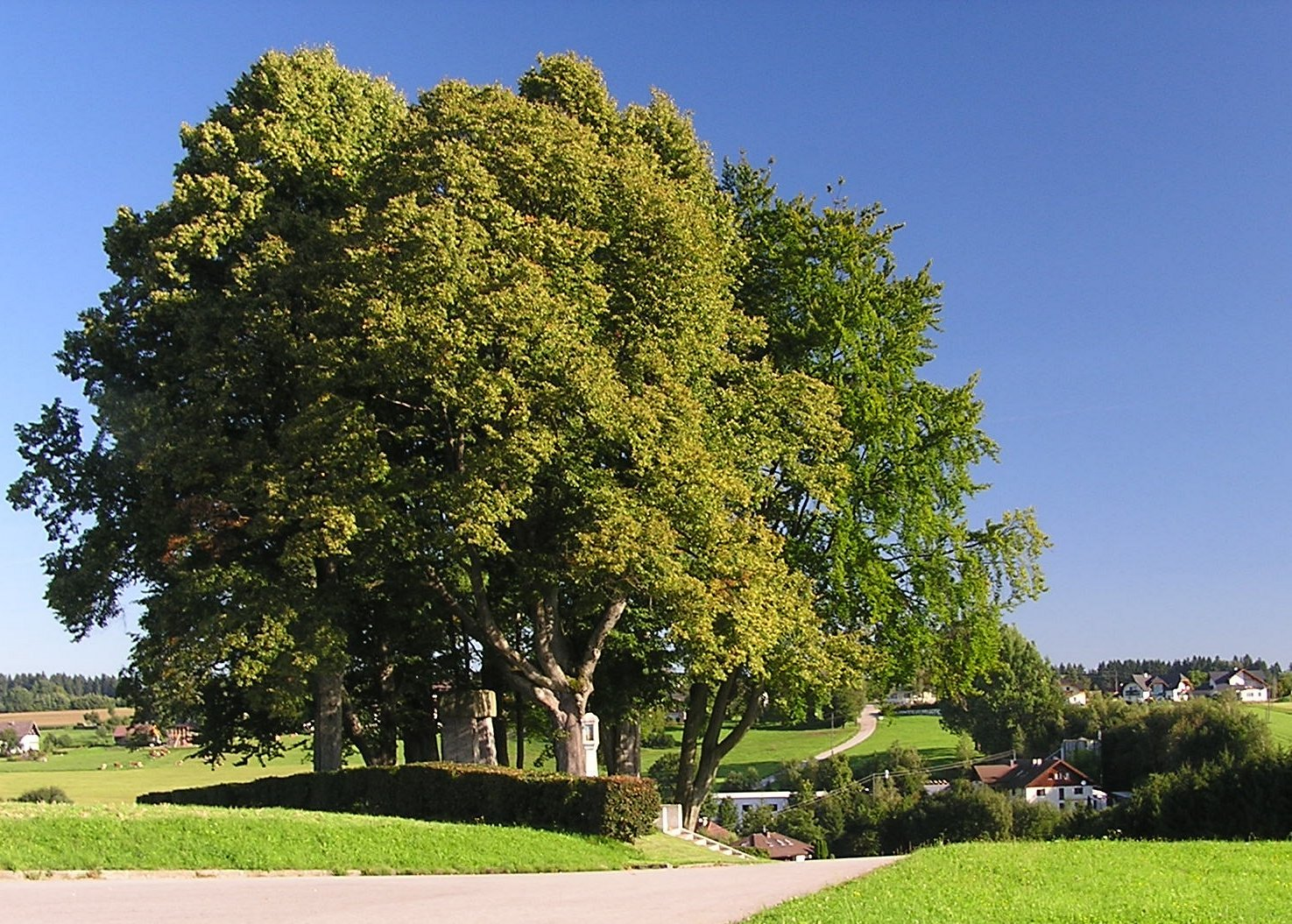
Schauplatz des Frankenburger Würfelspiels

„Frankenburger Würfelspiel“ ist die ab dem 19. Jahrhundert in Gebrauch gekommene Bezeichnung für ein Strafgericht, das an Aufständischen in Oberösterreich im Jahr 1625 exekutiert wurde. Schauplatz war das Haushamerfeld in Pfaffing, das damals zur Grafschaft Frankenburg gehörte. Die Ereignisse führten in der Folge zum Oberösterreichischen Bauernkrieg von 1626 und blieben darüber hinaus im Gedächtnis der Bevölkerung überliefert.

## Ereignisse

### Vorgeschichte
Zu Beginn des Dreißigjährigen Krieges verpfändeten 1620 die Habsburger Oberösterreich in Ermangelung finanzieller Mittel für die Kriegskasse an den bayerischen Herzog Maximilian I. In der Folgezeit ließ Maximilian neben zahlreichen Steuerbeamten auch katholische Geistliche nach Oberösterreich entsenden, welche dort gemäß dem Rechtsprinzip Cuius regio, eius religio die Gegenreformation durchsetzen sollten.
Als im Mai des Jahres 1625 in der protestantischen Pfarrei Frankenburg ein katholischer Pfarrer eingesetzt werden sollte, kam es zum bewaffneten Aufstand. Der Pfarrer wurde verjagt, der Pfleger der Grafschaft im Schloss Frankenburg belagert. Nachdem ihnen Gnade versprochen worden war, gaben die Aufständischen die Belagerung auf.

### Strafgericht

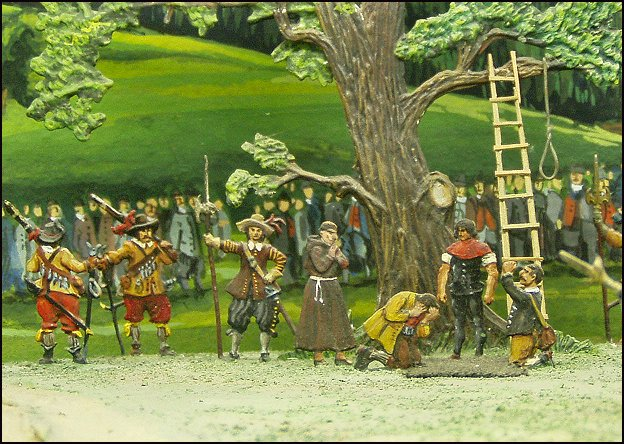
Frankenburger Würfelspiel – Zinnfigurendiorama aus dem Peuerbacher Bauernkriegsmuseum (Ausschnitt)

Der bayerische Statthalter Adam Graf von Herberstorff ließ am 15. Mai alle männlichen Bewohner der Grafschaft auf das zwischen Frankenburg und Vöcklamarkt gelegene Haushamerfeld zitieren, um über die Rebellen Gericht zu halten. Hierbei versprach er Gnade denjenigen, die sie erbitten würden. Insgesamt wurden etwa 5.000 Männer dort zusammengetrieben. Unter ihnen befanden sich die 36 mutmaßlichen Rädelsführer der Frankenburger Erhebung, die bald von bayerischen Soldaten abgeschirmt wurden und von Herberstorff ohne Verfahren ihre Verurteilung zum Tode mitgeteilt bekamen.
Anstatt die mutmaßlichen Rädelsführer der protestantischen Erhebung alle hinrichten zu lassen, ließ Herberstorff sie sodann paarweise um ihr Leben würfeln. 16 Verlierer des Würfelns wurden gehängt, die anderen begnadigt. Auch zwei der Verlierer, Wolf Göschlberger aus Frankenburg und der Ratsherr Wolf Sendl aus Vöcklamarkt, wurden begnadigt. Der Färbergehilfe Sigmund wurde später gefangen und ebenfalls gehängt, so dass insgesamt 17 Männer hingerichtet wurden.

### Opfer
Durch Erhängen an der Linde am Haushamerfeld hingerichtet wurden:
- Georg Preiner, Hausham
- Georg Perner, Bergham
- Georg Wilhelm, Gampern
- Der Wirt zu Baumgarting

Durch Erhängen am Kirchturm in Frankenburg hingerichtet wurden:
- Richter Christoph Strattner
- Ratsherr David Wueller
- Ratsherr Hans Frödl
- Michael Paur, Engern
- Abraham Hammer, Dorf
- Hans Streicher, Point
- Sigmund N.N., Färbergehilfe

Durch Erhängen am Kirchturm in Vöcklamarkt  hingerichtet wurden:
- Marktrichter Sebastian Nader
- Ratsherr Sebastian Tiechler
- Wolf Fürst, Färbermeister

Durch Erhängen am Kirchturm in Neukirchen an der Vöckla hingerichtet wurden:
- Wilhelm Hager
- Johann Leutner, Windbichl
- Tobias Stromair, Au

### Folgen
Diese drastische Strafaktion gegen die protestantischen Bürger hatte nicht die von Herberstorff erhoffte Wirkung, sondern wurde zum Auslöser des späteren, sorgfältig geplanten Bauernaufstandes in Oberösterreich, der im Mai 1626 begonnen wurde.

## Erinnerung

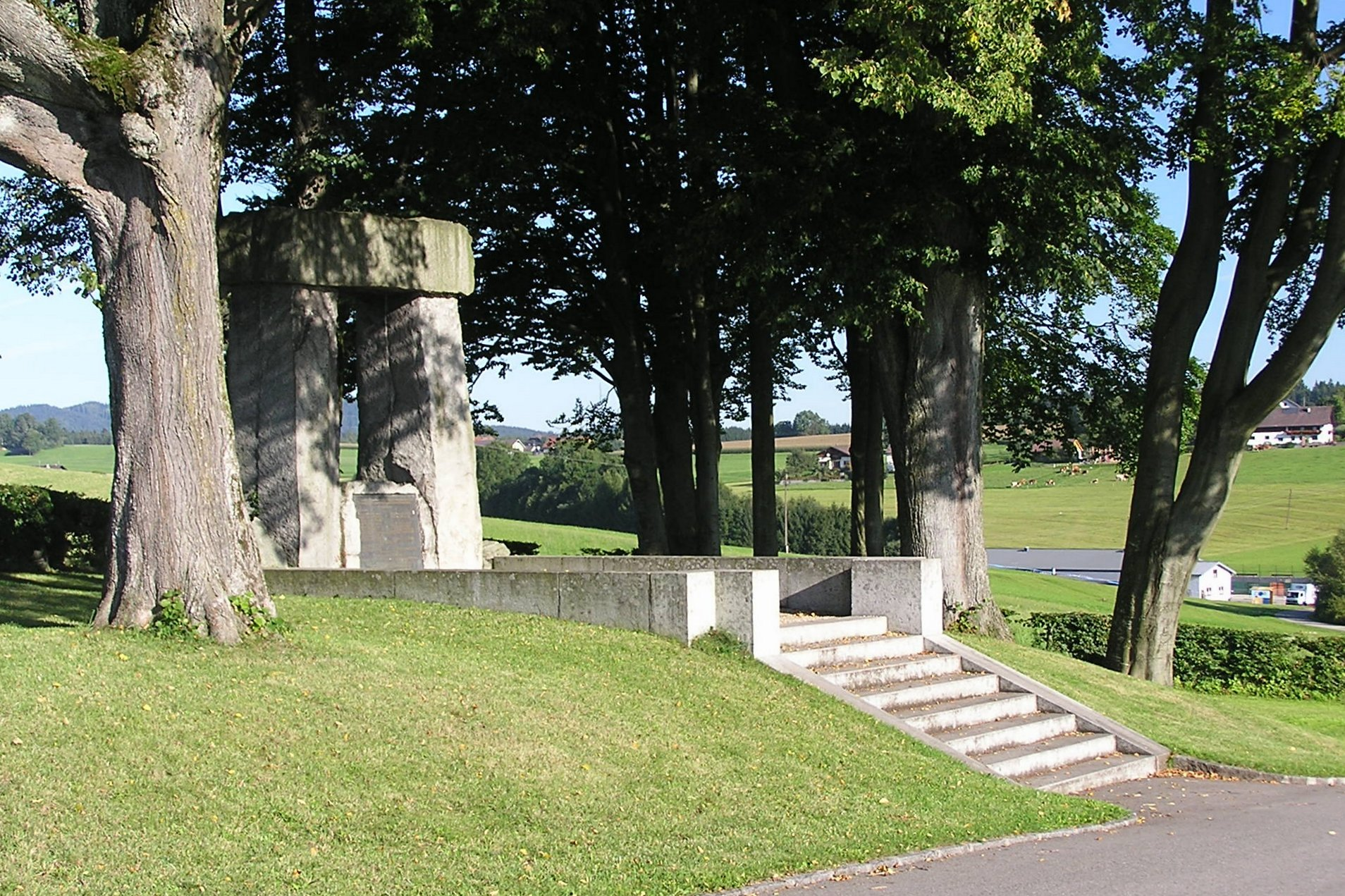
Denkmal auf dem Haushamerfeld

Im Wappen von Pfaffing erinnern drei Würfel an die Ereignisse. Das Geschehen blieb im Gedächtnis der Menschen erhalten, die Bezeichnung „Würfelspiel“ entstand jedoch erst im 19. Jahrhundert.
Zum 300. Jahrestag 1925 wurde am Ort des Geschehens ein Denkmal und eine Erinnerungstafel errichtet. Seit 1925 wird das Geschehen in einem zweijährigen Zyklus von über 400 Laiendarstellern – unter ihnen zahlreiche Nachfahren der damals Verurteilten – nachgespielt.
Das Peuerbacher Bauernkriegsmuseum zeigt Ursachen, Verlauf und Folgen des Bauernkrieges um 1626.

## Rezeption
- Karl Itzinger: Der Bauerntod. Heimatverlag Stocker, Graz 1925, sowie neu veröffentlicht als Das Blutgericht am Haushamerfeld. Aus der Leidens- und Heldenzeit des Landes ob der Enns. Roman, Leopold Stocker Verlag, Graz/Leipzig 1933.
- Eberhard Wolfgang Möller  verfasste 1936 im Auftrag von Joseph Goebbels das Thingspiel Frankenburger Würfelspiel, das im Begleitprogramm der Olympischen Sommerspiele 1936 aufgeführt wurde.

## Dokumentarfilm
- Alfred Jungraithmayr: Frankenburger Würfelspiel. Dokumentarfilm. 98 Minuten. Deutschland 1988.